# (1299) Mertona
(1299) Mertona – planetoida z pasa głównego asteroid okrążająca Słońce w ciągu 4 lat i 255 dni w średniej odległości 2,8 au. Została odkryta 18 stycznia 1934 roku w Algiers Observatory w Algierze przez Guya Reissa. Nazwa planetoidy pochodzi od Geralda Mertona (1893–1983), angielskiego astronoma. Przed nadaniem nazwy planetoida nosiła oznaczenie tymczasowe (1299) 1934 BA.